# Besucherbergwerk Segen Gottes
Das Besucherbergwerk Segen Gottes ist ein Schaubergwerk im Haslacher Ortsteil Schnellingen im mittleren Schwarzwald.

## Geschichte
Die Silbergrube Segen Gottes wurde im 13. Jahrhundert erstmals schriftlich erwähnt, ist aber wahrscheinlich älter. Das Bergwerk wurde im 18. Jahrhundert geschlossen.
Im Jahr 1997 begannen Bergbauenthusiasten mit der Öffnung der Stollen und Schächte. Die Stadt Haslach beschloss, diese Zeugnisse des mittelalterlichen Bergbaus als Schaubergwerk der Öffentlichkeit zugänglich zu machen.